# قرو تشاي (مقاطعة دهغلان)
قرو تشاي (بالفارسية: قرو چای) هي قرية تقع في قسم قوري تشاي الريفي (مقاطعة دهغلان) في إيران. يقدر عدد سكانها بـ 2,987 نسمة .